# Lịch sử đế quốc Ottoman trong Đệ nhất thế chiến
Quân Thổ Ottoman tham gia Chiến tranh thế giới thứ nhất ở ba mặt trận chính:Mặt trận Caucasus, mặt trận Trung Cận Đông (Lưỡng Hà và Palestine), và nổi tiếng nhất, tại bán đảo Gallipoli và một số chiến dịch nhỏ khác ở khu vực Balkan.

## Hoàn cảnh
Mỗi chuỗi các thất bại liên tiếp từ thế kỷ 19 trước khiến đế quốc Ottoman mất dần ảnh hưởng của mình ở châu Âu và Bắc Phi: Ai Cập rơi vào tay Anh, Bosna-Herzegovina về Áo-Hung, Libya về Ý. Vua Thổ Nhĩ Kỳ Abdul Hamid II (1876-1909) duy trì chính sách chuyên chế và bị hạ bệ vào năm 1909 bởi phong trào Thanh niên Thổ. Nhu cầu hiện đại hóa quân đội để đáp ứng nhu cầu chiến tranh là cấp bách. Lãnh đạo của phong trào Enver Pasha thiết lập một mối quan hệ thân mật với Đế quốc Đức, cả về ngoại giao và quân sự. Tháng 12 năm 1913, phái đoàn hỗ trợ quân sự của Đức, đứng đầu là tướng Otto Liman Von Sanders tới Thổ. Các sĩ quan Đức sẽ đóng vai trò huấn luyện và nếu cần, đảm nhận quyền trực tiếp chỉ huy, tiêu biểu như Liman Von Sanders và Erich van Falkenhayn. Tuy nhiên, quyết định tham chiến có nghĩa là quá trình hiện đại hóa mới chỉ bắt đầu này chưa kịp hoàn thành.
Lục quân  
Toàn bộ các công dân nam Thổ Nhĩ Kỳ từ 18 tuổi phải tham gia nghĩa vụ quân sự. Thời gian tập huấn tùy vào binh chủng mà họ gia nhập, ở bộ binh chia ra làm bốn loại:2 năm ở Nizam, bộ đội chính quy, sau đó là 23 năm ở các lực lượng dự bị đợt 1 & 2 Ikhtiat, và dân quân khu vực Mustafiz. Thời bình thì lực lượng dự bị đợt 1 tập huấn mỗi năm một lần, kéo dài một tháng, lực lượng dự bị đợt 2 tập huấn 2 năm một lần, kéo dài một tháng. Trước khi thế chiến bùng nổ, theo ước tính toàn đế quốc có khoảng 25 triệu dân, trong đó hơn 14 triệu là Thổ, còn lại là dân Ả Rập, người Armenia, Kurd, Hy Lạp và Syria. Tương tự như tình trạng của Áo-Hung, phong trào quốc gia gia tăng và các nhóm dân kể trên đều muốn tách khỏi ảnh hưởng của đế quốc và thành lập quốc gia riêng của họ.
Khi chiến tranh nổ ra, quân Thổ tập hợp thành 3 quân đoàn, với hơn 36 sư đoàn. Mỗi sư đoàn gồm 3 tiểu đoàn bộ binh, mỗi tiểu đoàn gồm 4 đại đội, hỗ trợ bởi 1 súng máy và 36 pháo. Vũ khí cơ bản của lính bộ binh Thổ là súng trường Mauser mẫu 1809, trong khi súng máy thường là của Maxim hoặc Hotchkiss. Pháo binh gồm nhiều loại, từ Krupp đến Schneider-Creusot. 

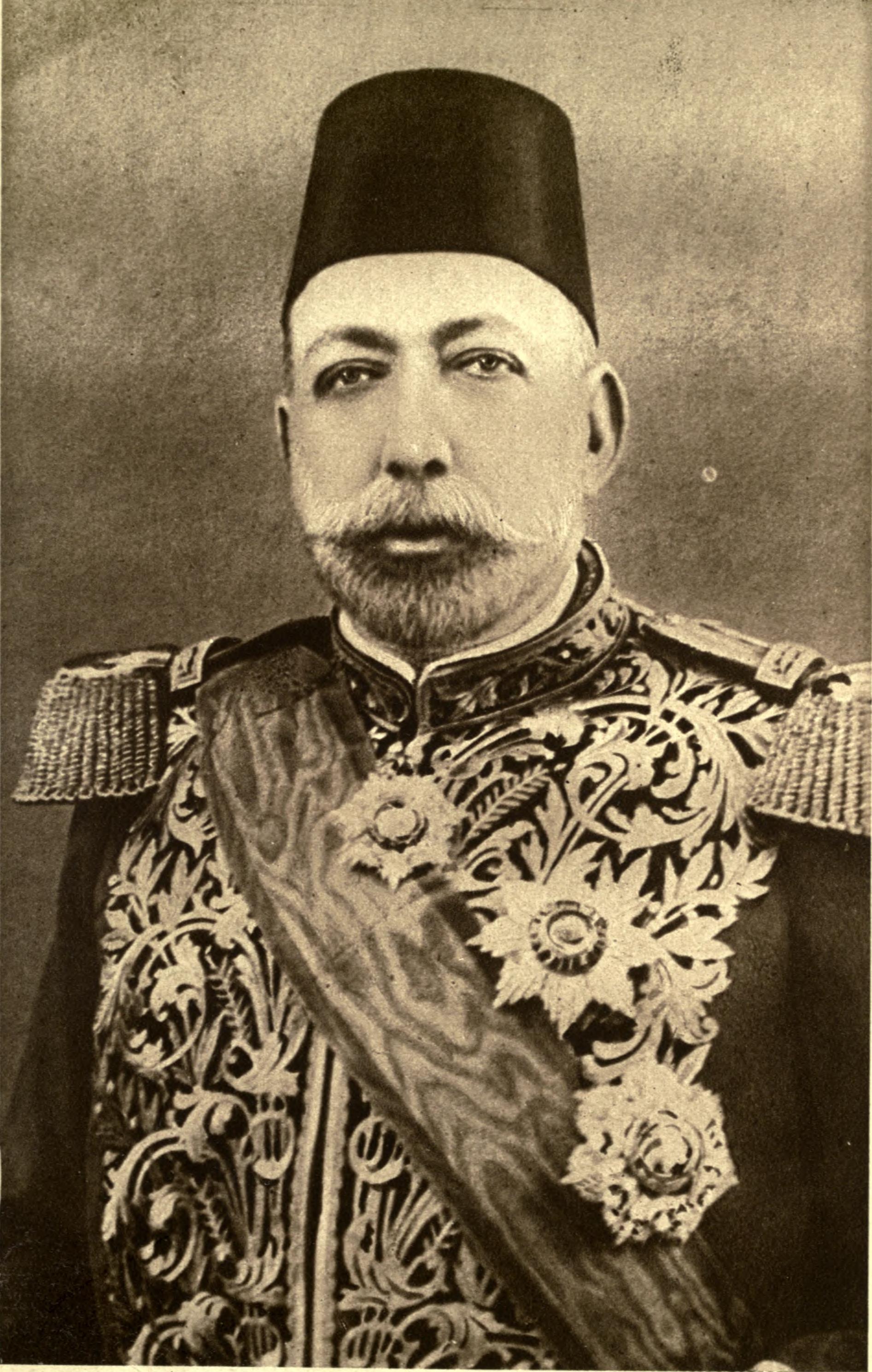
Mehmed V

Hệ thống sĩ quan lãnh đạo ở cấp dưới thì thường xuyên thiếu kinh nghiệm và ở trình độ thấp, trong khi ở cấp cao hơn quan hệ giữa các tướng lĩnh Đức-Thổ không phải lúc nào cũng êm đẹp. Tất nhiên ngoài Mustafa Kemal Pasha, quân đội Thổ cũng có những tướng lĩnh xuất sắc khác

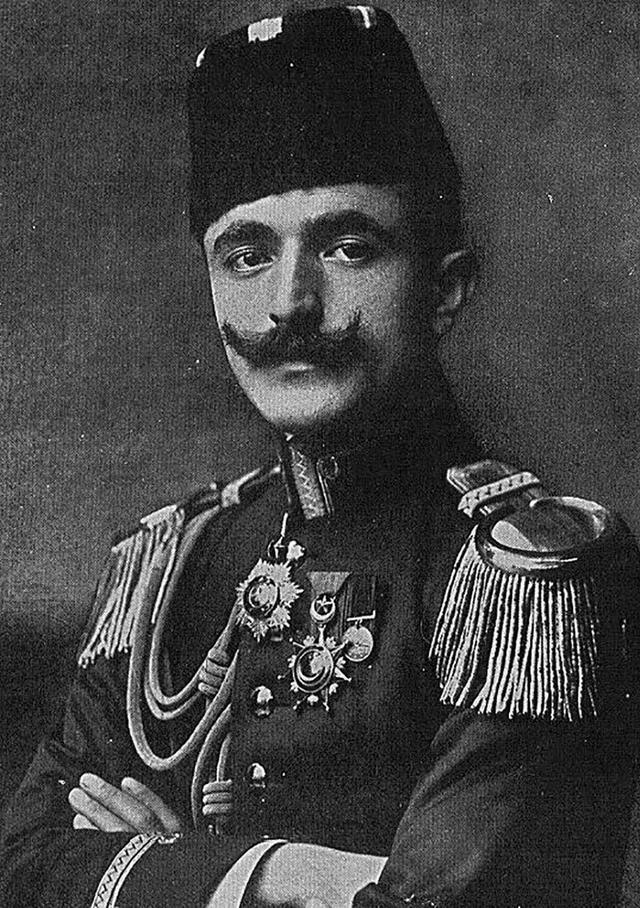
Enver Pasha

Sultan Mehmed V (1909-1918) là chỉ huy tối cao của quân đội Thổ Nhĩ Kỳ trong thế chiến thứ nhất. Bộ trưởng bộ chiến tranh, Enver Pasha nắm quyền quyết định và đề ra chính sách quân sự.
Nói chung, các sư đoàn thường xuyên không đủ quân số; trong khi vũ khí tương đối hiện đại thì được cung cấp bởi Đức, phần còn lại là mẫu của thế kỉ trước đã lỗi thời. Do vậy quân trang quân dụng luôn thiếu thốn cả về chất lượng và số lượng từ quân phục đến đạn dược.
Tổng số khoảng 3,5 triệu người đã tham gia phục vụ trong cuộc chiến, ước tính có hơn 500.000 người chết, 891.000 thương, 240.000 bệnh và khoảng 750.000 được cho là đã đào ngũ hoặc mất tích.
Hội đồng quân sự Đức
Sự có mặt của sĩ quan Đức quá ít để có thể bù đắp những nhược điểm về kỹ thuật và chiến thuật của quân đội Ottoman (đến năm 1917 có khoảng 800) có mặt tại Thổ Nhĩ Kỳ, phần lớn ở khâu kỹ thuật. Một số các đơn vị Đức tham gia phòng thủ bán đảo Gallipoli, và tham gia đội quân Yilderim ở chiến trường Palestine.
Không quân 
Là một thành viên trong khối Trung tâm và tham chiến sau, quân Ottoman không có binh chủng không quân và một số phi đội được thành lập, với chiến đấu cơ và phi công của Đức.
Hải quân
Hạm đội Ottoman là một hỗn hợp các mẫu chiến hạm lạc hậu và gần như không tồn tại và hoạt động đúng nghĩa. Họ có đặt Anh đóng hai chiến hạm mới, xong phía Anh từ chối giao hàng. Cuối cùng, phía Đức gửi hai tuần dượng Goeben và Breslau, sau đó đổi tên thành Yavuz và Midilli. Tuy trên danh nghĩa là tàu Thổ nhưng thủy thủ vận hành vẫn là người Đức.
Trong suốt thế chiến thứ nhất, hạm đội Thổ tập trung tấn công thuyền buôn và pháo kích các vị trí ven biển của Nga. Do hạm đội Nga ở biển Đen và hạm đội đồng minh ở Địa Trung Hải áp đảo về số lượng nên phía Thổ hạn chế giao tranh, nên khu vực này khá yên tĩnh:không có các chiến dịch hải quân lớn trừ thủy chiến và truy lùng trên quy mô nhỏ.

## Mặt trận Kavkaz
Những nhà lãnh đạo như Enver Pasha tin tưởng vào sức mạnh quân sự của Đức đảm bảo một chiến thắng tất yếu cho họ, và đế quốc Ottoman có thể giành chiến thắng nhanh chóng, cướp lại phần lãnh thổ mất vào tay Nga trong cuộc chiến tranh Nga-Thổ 1877-78. Tư tưởng chủ quan lúc bấy giờ là 'chiến tranh kết thúc trước giáng sinh'.
Quân đội Ottoman ở khu vực gồm quân đoàn 2 và 3, khoảng 100-190.000 người, tuy nhiên trang bị kém, đặc biệt cho chiến dịch tấn công giữa mùa đông.
Thành phần sắc tộc chủ yếu ở đây là người Armenia theo Chính thống giáo có cảm tình với người Nga và muốn thành lập quốc gia riêng của họ. Khi chiến tranh nổ ra, họ thành lập quân đội tình nguyện và du kích, chiến đấu dưới sự chỉ huy của tướng Nga. 
Năm 1914
Sau những cuộc đụng độ ban đầu, quân Thổ Nhĩ Kỳ chịu thất bại nặng nề trong Trận Sarikamis mất hơn 75.000 người. Đồng thời một lực lượng nhỏ quân Ottoman tiến vào Ba Tư (Iran ngày nay), nhưng nhanh chóng rút lui trở lại.
Năm 1915
Cả hai phe tấn công và phản công liên tục, và không thực sự giải quyết hoàn toàn nhau.
Năm 1916
Quân Nga mở chiến dịch tấn công trong mùa đông, gây bất ngờ cho quân Thổ và giành chiến thắng tại Trận Erzurum và buộc quân Ottoman phải rút lui.
Mustafa Kemal đến và tái chiếm Must và Bitlis, xong không xoay chuyển thế cục. Quân Ottoman chiến dịch tấn công Erzican, xong thất bại và chuyển sang củng cố chiến tuyến của họ.
Năm 1917
Cuộc cách mạng Nga chấm dứt toàn bộ các chiến dịch quân sự của Nga. Áp lực từ quân Anh ở Palestine và Lưỡng Hà gia tăng nên các đơn vị ở đây được điều động đi tiếp ứng các khu vực trên.